# Tercera forma normal
La tercera forma normal (3NF) es una forma normal usada en la normalización de bases de datos. La 3NF fue definida originalmente por E.F. Codd en 1971. La definición de Codd indica que una tabla está en 3NF si y solo si las dos condiciones siguientes se cumplen: 
- La tabla está en la segunda forma normal (2NF)
- Ningún atributo no-primario de la tabla es dependiente transitivamente de una clave primaria

Un atributo no-primario es un atributo que no pertenece a ninguna clave candidata. Una dependencia transitiva es una dependencia funcional X → Z en la cual Z no es inmediatamente dependiente de X, pero sí de un tercer conjunto de atributos Y, que a su vez depende de X (y siempre que no ocurra que X sea también dependiente de Y). Es decir, X → Z por virtud de X → Y e Y → Z (y no ocurre que Y → X).
Una formulación alternativa de la definición de Codd, dada por Carlo Zaniolo en 1982, es ésta: Una tabla está en 3NF si y solo si, para cada una de sus dependencias funcionales X → A, por lo menos una de las condiciones siguientes se mantiene:
- X contiene A, ó
- X es una superclave, ó
- A es un atributo primario (es decir, A está contenido dentro de una clave candidata)

La definición de Zaniolo tiene la ventaja de dar un claro sentido de la diferencia entre la 3NF y la más rigurosa forma normal de Boyce-Codd (BCNF). La BCNF simplemente elimina la tercera alternativa ("A es un atributo primario").

## "Nada excepto la clave"
Un memorable resumen de la definición de Codd de la 3NF, siendo paralelo al compromiso tradicional de dar evidencia verdadera en un tribunal de justicia, fue dado por Bill Kent: cada atributo no-clave "debe proporcionar un hecho sobre la clave, la clave entera, y nada más excepto la clave". Una variación común complementa esta definición con el juramento: "con la ayuda de Codd".
Requerir que los atributos no-clave sean dependientes en "la clave completa" asegura que una tabla esté en 2NF; un requerimiento posterior de que los atributos no-clave sean dependientes de "nada excepto la clave" asegura que la tabla esté en 3NF.
Chris Date se refiere al resumen de Kent como "una intuitiva atractiva caracterización" de la 3NF, y observa que con una ligera adaptación puede servir como definición ligeramente más fuerte de la forma normal de Boyce-Codd: "Cada atributo debe representar un hecho acerca de la clave, la clave entera, y nada excepto la clave". La versión 3NF de la definición es más débil que la variación de BCNF de Date, pues el anterior se refiere solamente a asegurarse de que los atributos no-clave son dependientes en las claves. Los atributos primarios (que son claves o partes de claves) no deben ser funcionalmente dependientes en absoluto; cada uno de ellos representa un hecho sobre la clave en el sentido de proporcionar parte o toda la clave en sí misma. Debe observarse que esta regla se aplica solamente a los atributos funcionalmente dependientes, ya que aplicándola a todos los atributos prohibiría implícitamente claves de candidato compuestas, puesto que cada parte de cualquiera de tales claves violaría la cláusula de "clave completa".

## Ejemplo
Un ejemplo de una tabla 2NF que falla en satisfacer los requerimientos de la 3NF es:
| Torneo               | Año  | Ganador        | Fecha de nacimiento del ganador |
| -------------------- | ---- | -------------- | ------------------------------- |
| Indiana Invitational | 1998 | Al Fredrickson | 21 de julio de 1975             |
| Cleveland Open       | 1999 | Bob Albertson  | 28 de septiembre de 1968        |
| Des Moines Masters   | 1999 | Al Fredrickson | 21 de julio de 1975             |
| Indiana Invitational | 1999 | Chip Masterson | 14 de marzo de 1977             |

Puesto que cada fila de la tabla necesita indicarnos quién gano un torneo dado en un año dado, la clave compuesta {Torneo, Año} es el conjunto mínimo de atributos que garantiza la identificación única de cada fila. Esto es, {Torneo, Año} es una clave candidata para la tabla.
La tabla anterior no se encuentra en 3NF puesto que el atributo no-primario (Fecha de nacimiento del ganador) es transitivamente dependiente de la clave candidata {Torneo, Año}, por medio del atributo no-primario (Ganador). El hecho de que la (Fecha de nacimiento del ganador) es funcionalmente dependiente de (Ganador) hace a la tabla vulnerable a inconsistencias lógicas, puesto que no hay nada que impida que la misma persona aparezca con diferentes fechas de nacimiento en diferentes registros.
De cara a expresar los mismos hechos sin violar la 3NF, es necesario partir la tabla en varias para evitar las inconsistencias lógicas:
| idTorneo | Año  | idGanador |
| -------- | ---- | --------- |
| 1        | 1998 | 2         |
| 2        | 1999 | 3         |
| 3        | 1999 | 2         |
| 1        | 1999 | 1         |

| idTorneo | Nombre               |
| -------- | -------------------- |
| 1        | Indiana Invitational |
| 2        | Cleveland Open       |
| 3        | Des Moines Masters   |

| idJugador | Jugador        | Fecha de nacimiento      |
| --------- | -------------- | ------------------------ |
| 1         | Chip Masterson | 14 de marzo de 1977      |
| 2         | Al Fredrickson | 21 de julio de 1975      |
| 3         | Bob Albertson  | 28 de septiembre de 1968 |

Las anomalías de actualización no pueden ocurrir en estas tablas, las cuales están en 3NF.

## Derivación de las condiciones de Zaniolo
La definición de 3NF ofrecida por Carlo Zaniolo en 1982, y dada arriba, es probada así: Sea X → A una dependencia funcional no trivial (es decir, una donde X no contiene a A) y sea A un atributo no clave. También sea Y una clave de R. Entonces Y → X. Por lo tanto A no es dependiente transitivo de Y, si y solo si X → Y, es decir, si y solo si X es una superclave.

## Normalización más allá de la 3NF
La mayoría de las tablas 3NF están libres de anomalías de actualización, inserción y borrado. Ciertos tipos de tablas 3NF, que en la práctica raramente se encuentran, son afectadas por tales anomalías; éstas son tablas que no satisfacen la forma normal de Boyce-Codd (BCNF) o, si satisfacen la BCNF, son insuficientes para satisfacer las formas normales más altas 4NF o 5NF.

## Lectura adicional
- Date, C. J. (1999), An Introduction to Database Systems (8th ed.). Addison-Wesley Longman. ISBN 0-321-19784-4.
- Kent, W. (1983) A Simple Guide to Five Normal Forms in Relational Database Theory, Communications of the ACM, vol. 26, pp. 120-125